# Линейные матричные неравенства
Линейным матричным неравенством называется неравенство вида:
{\displaystyle F(x)=F_{0}+x_{1}F_{1}+\cdots +x_{m}F_{m}>0,}
в котором {\displaystyle x\in \mathbb {R} ^{m}}, {\displaystyle x=(x_{1},\dots ,x_{m})} — неизвестная переменная, {\displaystyle F_{i}=F_{i}^{T}\in \mathbb {R} ^{n\times n}}, {\displaystyle i=0,\dots ,m} — заданные действительные симметрические матрицы. Неравенство {\displaystyle F\left(x\right)>0} означает, что матрица в левой части неравенства является положительно определённой, то есть {\displaystyle u^{T}F\left(x\right)u>0} для любого ненулевого {\displaystyle u\in \mathbb {R} ^{n}}.

## Применение
Применяются в задачах теории управления, идентификации систем, обработки сигналов.